# Ятвезь-Мала
Ятвезь-Мала (пол. Jatwieź Mała) — село в Польщі, у гміні Суховоля Сокульського повіту Підляського воєводства.
Населення — 123 особи (2011).
У 1975-1998 роках село належало до Білостоцького воєводства.

## Демографія
Демографічна структура станом на 31 березня 2011 року:
|          | Загалом | Допрацездатний вік | Працездатний вік | Постпрацездатний вік |
| -------- | ------- | ------------------ | ---------------- | -------------------- |
| Чоловіки | 60      | 11                 | 39               | 10                   |
| Жінки    | 63      | 16                 | 31               | 16                   |
| Разом    | 123     | 27                 | 70               | 26                   |